# Berit Lindholm
Berit Maria Lindholm, född Jonsson den 18 oktober 1934 i Stockholm, död 12 augusti 2023 i Kungsholmens distrikt i Stockholm, var en svensk operasångare (dramatisk sopran).

## Biografi
Lindholm växte upp i Fredhäll i Stockholm. Efter studentexamen på latinlinjen vid Bromma högre allmänna läroverk avlade hon 1957 folkskollärar- och kantorsexamen. Därefter studerade hon sång hos Brita von Vegesack, Käthe Bernstein-Sundström och vid Operahögskolan 1961–1963.
Hon debuterade 1963 som Grevinnan i Figaros bröllop vid Kungliga Teatern och sjöng därefter på internationella scener som Royal Opera House Covent Garden i London, Bayreuthfestspelen, Merola Opera i San Francisco, Dallas Opera i Dallas, Metropolitan Opera i New York, Bayerische Staatsoper i München, Wiener Staatsoper, Gran Teatre del Liceu i Barcelona, Bolsjojteatern i Moskva, operan i Budapest, Teatr Wielki i Warszawa, operan i Marseille med flera.
Lindholms utgångspunkt för utlandsengagemang var Deutsche Oper am Rhein (Düsseldorf/Duisburg), där hon sjöng Brünnhilde i 25 kompletta Der Ring des Nibelungen av under karriären totalt omkring 50. Hon blev uppmärksammad framförallt för roller i operor av Richard Wagner och Richard Strauss. Hon sjöng alla de tre ledande kvinnorollerna i Richard Strauss opera Elektra. Lindholm var den första Isolde någonsin i Sovjetunionen. Detta skedde vid ett gästspel på Bolsjojteatern med Wagners Tristan und Isolde av Wiener Staatsoper under ledning av Karl Böhm 1971. Hon var även den första Brünnhilde då Der Ring des Nibelungen för första gången gavs i Sovjetunionen vid Kungliga Teaterns gästspel 1975. Gästspelet är delvis dokumenterat på en skivinspelning, se under avsnittet Diskografi. Lindholm räknade själv Isolde och Brünnhilde som sina främsta roller och det var också de mest framförda under hennes karriär. Hon kreerade rollen som Divanah vid urpremiären av Alexander Goehrs Behold the Sun i Duisburg, 1985. Hon avslutade karriären 1993.
Under 1972 råkade Lindholm ut för blödande stämband och ställde därför in en rad framträdanden. På rekommendation av Birgit Nilsson studerade hon istället under ett halvår bland annat andningsteknik hos en sångpedagog i New York. Resultatet blev en röst helt utan ett tidigare ganska påtagligt vibrato och en kraftigt ökad röstvolym. När hon därefter återkom påminde rösten mycket om Astrid Varnays under denna sångerskas glansdagar. Efter ett framförande av Die Walküre på Covent Garden 1975 skrev den kända kritikern Harold Rosenthal i den brittiska tidskriften Opera: ”I have never heard Berit Lindholm in better voice before. When she sings like this, she could hardly be bettered in the role.” När Der Ring des Nibelungen efter ett par år i sin helhet stod på repertoaren, skrev en recensent i samma tidskrift: ”Covent Garden can congratulate itself in having two such illustrious Brünnhildes.” (Hon delade denna gång rollen som Brünnhilde med Dame Gwyneth Jones). Framgångarna ledde för Lindholms del till att hon något senare engagerades för att i London sjunga Isolde mot Jon Vickers. Även svenskarna fick del av Lindholms sångkonst i den av Rudolf Kempe ledda Der Ring des Nibelungen i Stockholm, hösten 1975, och i Puccinis Tosca mot Nicolai Gedda 30 december 1975. (Båda representerade i diskografin nedan.) Rollen som Sieglinde studerade Lindholm in för ett enda speciellt framförande av Die Walküre i San Francisco; Birgit Nilsson var Brünnhilde.
Hon erbjöds flera roller från kommersiella skivbolag av vilka hon endast accepterade en, Kassandra i Trojanerna för Philips. Hon erbjöds sjunga Chrysotemis i Georg Soltis inspelning av Richard Strauss Elektra på Decca samt av von Karajan att medverka som Brünnhilde i hans Siegfried och Götterdämmerung för Deutsche Grammophon. Lindholm avböjde dock dessa erbjudanden eftersom hon vid den tiden inte tyckte sig ha tillräcklig erfarenhet av rollerna ifråga. Live-inspelningarna är desto flera. Två av Berit Lindholms skivupptagningar, Tannhäuser och Götterdämmerung, har kommit ut på ryska skivbolagen AnTrop och Melodiya, något som är ytterst ovanligt för en svensk artist.

## Priser och utmärkelser
- 1976 – Hovsångerska
- 1984 – Ledamot nummer 850 av Kungliga Musikaliska Akademien och dess vice preses 1995–1997.[22]
- 1988 – Litteris et Artibus
- 2005 – Medaljen för tonkonstens främjande, nummer 161.[15]
- 2022 – Guldmedalj från fackförbundet Scen & Film för ”utomordentlig konstnärlig gärning”.[23]

## Roller (årtal anger ffg.)
- Grevinnan – Figaros bröllop, debut Kungliga Teatern, Stockholm, 1963
- Chrysothemis – Elektra, Paris, 1964. Radiosändning
- Leonore – Fidelio, Stockholm, 1965
- Leonore – Leonore, London, 1970
- Tosca – Tosca, Stockholm, 1965
- Elsa – Lohengrin, Stockholm, 1966
- Venus – Tannhäuser, Bayreuth, 1967
- Amelia – Maskeradbalen, Stockholm, 1967
- Brünnhilde – Valkyrian, Bayreuth 1968
- Abigaille – Nebukadnessar, Stockholm, 1968
- Elisabeth – Tannhäuser, Stockholm, 1968
- Brünnhilde – Siegfried, Bayreuthfestspelen, 1969
- Turandot – Turandot, Stockholm, 1969
- Isolde – Tristan och Isolde, Stockholm, 1967
- Brünnhilde – Ragnarök, Stockholm, 1970
- Kundry – Parsifal, Zürich, 1977
- Färgarfrun – Die Frau ohne Schatten, Düsseldorf, 1977
- Eglantine – Euryanthe, Stockholm, 1979
- Salome – Salome, Stockholm, 1984
- Elektra – Elektra, Deutsche Oper am Rhein, 1981
- Bergadrottningen – Den bergtagna (Ivar Hallström), Umeå, 1987
- Ortrud – Lohengrin, Stockholm, 1987
- Klytämnestra – Elektra, Stockholm, 1993

## Övrigt, konsertframföranden etc.
- Kassandra – Trojanerna, London 1967
- Aida, konsert Oslo, 1971
- Tove – Gurre-Lieder (Arnold Schönberg, Oslo 1977
- Sånger av Moses Pergament, Stockholm 1968
- Landschafft der Schreien, Maurice Karkoff, Stockholm 1968
- Sånger av Kerstin Jeppsson, Stockholm 1985
- Sånger av Bo Linde, Stockholm 1987
- Helmwige, Wagners Valkyrian
- Tredje nornan, Wagners Ragnarök
- Vier letzte Lieder, Richard Strauss, Stockholm
- Sopransolot i Brahms Ein deutsches Requiem, Uppsala domkyrka
- Wesendonck-Lieder och operaarior av Richard Wagner, Malmö 1983. Radiosändning
- Midnattskonsert på Nationalmuseum, Stockholm. Musik bland annat av Händel och Gluck
- Beethovens Fidelio, konsertant i Hörsalen, Norrköping
- Framträdande med Operasolisterna på Gröna Lund, Stockholm
- Romanskonsert på Waldemarsudde, Stockholm
- Isolde, konsertant i Carnegie Hall, New York

## Diskografi
- Great Swedish Singers: Berit Lindholm. Bluebell ABCD 108. Svensk mediedatabas,
- Famous Swedish Opera Singers. Gala GL 333. Svensk mediedatabas.
- Kassandra i Hector Berlioz, Trojanerna, Philips 416 432-2. (4 CD).
- Helmvige i Wagners Valkyrian. Dirigent Sir Georg Solti. Decca 414 105-2.
- Wagner: Excerpts live. Slutscenen i Ragnarök. Dirigent Leopold Stokowski. BBC. BBCL tel:4088-22002 4088-22002. Svensk mediedatabas.
- Brünnhilde i Wagners Ragnarök på Bolsjojteatern i Moskva 1975. Stockholmsoperans orkester, solister och kör. Melodiya C10 30749 002 (utgiven 1990, 5 LP).
- Brünnhilde i Wagners Valkyrian. Bayreuth 1969. Dirigent Lorin Maazel. Premiere Opera (www.premiereopera.net).
- Brünnhilde i Wagners Siegfried. Bayreuth 1969. Dirigent Lorin Maazel. Premiere Opera (www.premiereopera.net).
- Brünnhilde i Wagners Valkyrian. Bayreuth 1968. Dirigent Lorin Maazel. Opera Depot OD 10699-3.(www.operadepot.com).
- Brünnhilde i Wagners Siegfried. Bayreuth 1968. Dirigent Lorin Maazel. Opera Depot OD 10700-3 (www.operadepot.com).
- Brünnhilde i Wagners Der Ring des Nibelungen. Bayreuth 1970. Dirigent Horst Stein. Opera Depot OD 11600-12 (www.operadepot.com). Ingående delar även tillgängliga separat.
- Brünnhilde i Wagners Valkyrian. Bayreuth 1973. Akt  2. På grund av sjukdom ersatt av Catarina Ligendza i Akt 3. House of Opera CD 14209. (www.operapassion.com).
- Brünnhilde i Wagners Valkyrian. Bayreuth 1973. Dirigent Horst Stein. Opera Depot OD 10930-3. (www.operadepot.com).
- Brünnhilde i Wagners Ragnarök. Düsseldorf 1974. House of Opera CD 13610. (www.operapassion.com).
- Brünnhilde i Wagners Valkyrian. Barcelona 1983. House of Opera CD 3675. (www.operapassion.com).
- Sieglinde i Wagners Valkyrian. San Francisco 1972. Dirigent Otmar Suitner. House of Opera CD 3693. (www.operapassion.com). Även på Premiere Opera PO18832. (www.premiereopera.net).
- Brünnhilde i Wagners Der Ring des Nibelungen. Dirigent Rudolf Kempe. Stockholm 1975. Opera Depot OD 10973-10. (www.operadepot.com). Ingående delar även tillgängliga separat.
- Brünnhilde i Wagners Siegfried. San Francisco 1972. Dirigent Otmar Suitner. Premiere Opera PO19306. (www.premiereopera.net).
- Brünnhilde i Wagners Ragnarök. San Francisco 1972. Dirigent Otmar Suitner. Premiere Opera PO19356. (www.premiereopera.net).
- Titelrollen i Puccinis Tosca. Stockholm 1972. House of Opera CD 9209. (www.operapassion.com).
- Titelrollen i Puccinis Tosca . Stockholm 1975. House of Opera CD 9223. Även i privat utgåva: Premiere 2146, ur Manfred Krugmanns samlingar. (Ett helt kort avsnitt av inledningen saknas på originalbandet).
- Titelrollen i Puccinis Turandot. Genève 1972. House of Opera CD 9457. (www.operapassion.com).
- Titelrollen i Puccinis Turandot. Stockholm 1969. House of Opera CD 9451. (www.operapassion.com).
- Brünnhilde i Wagners Der Ring des Nibelungen. Covent Garden, London 1974-1976. Dirigent Colin Davis. Opera Depot. (www.operadepot.com). Rhenguldet saknas och är här ersatt av en inspelning dirigerad av Reginald Goodall.
- Isolde i Wagners Tristan och Isolde. Montreal 1986. DVD. House of Opera DVD 1595. (www.operapassion.com).
- Isolde i Wagners Tristan och Isolde, Amsterdam 1974. Dir. Michael Gielen, Bella Voce 1999. (4 CD). Utdrag.
- Kundry i Wagners Parsifal. Cuenca, Spanien 1987. House of Opera CD 13855. (www.operapassion.com).
- Leonore i Beethovens Leonore (urversionen av Fidelio). London 1969. House of Opera CD 4159. (www.operapassion.com).
- Leonore i Beethovens Fidelio. Stockholm 1965. House of Opera CD 4108. (www.operapassion.com).
- Amelia i Verdis Maskeradbalen. Montreal 1967. House of Opera CD 112684. (www.operapassion.com).
- Chrysotemis i Richard Strauss Elektra. Paris 1964. Opera Depot OD 10333-2. (www.operadepot.com).
- Chrysotemis i Richard Strauss Elektra. Stockholm, 1965. House of Opera CD 861. (www.operapassion.com).
- Chrysotemis i Richard Strauss Elektra. Stockholm 1972. House of Opera CD 88948. (www.operapassion.com).
- Venus i Wagners Tannhäuser. Bayreuth 1967. Opera Depot OD 10337-3 (www.operadepot.com). Även utg. 1991 på ryska ПAnTrop 9100059-66 (4LP).
- Bergadrottningen i Ivar Hallström, Den bergtagna. Sterling CDO1001/2. Insp. 1987, utg. 1998.
- Alfa i Börtz, Backanterna. Caprice CAP 22028:1-2 Insp. 1992, utg. 1993. Svensk mediedatabas.
- Karkoff, Maurice, Landschaft aus Schreien. Phono Suecia PS 2.
- Langgaard, Rued, Sfaerernes musik. HMV CSDS 1087.
- Pergament, Moses, Fyra dikter för sopran och orkester. HMV CSDS 1089.
- Strauss, Richard. Elektra: ”Nun muss es hier von uns gescheh’n”. Gala GL 333. Även på HMV C 153-35350/8
- Wagner, Richard, Valkyrian: ”Siegmund! Sieh auf mich”!. HMV C 153-35350/8
- Abigaille i Verdis Nabucco. Stockholm 1968. House of Opera CD 12551. (www.operapassion.com).
- Titelrollen i Richard Strauss Elektra. Ludwigshafen 1985. Endast i sångerskans privata arkiv.
- Titelrollen i Richard Strauss Salome. Stockholm 1984. House of Opera CD 10898. (www.operapassion.com).

- Isolde i Richard Wagners Tristan och Isolde. Utdrag/Excerpts. Wien 1972. Dirigent Horst Stein. R.H. 772. Från Kammersängerin Grace Hoffmans privata arkiv. Ur Manfred Krugmanns samlingar.
- Isolde in Richard Wagners Tristan och Isolde. Bonn 1983. Dir. Woldemar Nelsson. R.H. 846. Privat inspelning. Ur Manfred Krugmanns samlingar.
- Titelrollen i Richard Strauss Elektra. Deutsche Oper am Rhein, Düsseldorf 1981. Dirigent Hiroshi Wakasugi. A.K. 130625. Privat inspelning. Ur Manfred Krugmanns samlingar.
- Färgarfrun i Richard Strauss Die Frau ohne Schatten. Deutsche Oper am Rhein, Düsseldorf 1981. Dirigent Hiroshi Wakasugi. A.K. 150802. Privat inspelning. Ur Manfred Krugmanns samlingar.
- Kundry i Richard Wagners Parsifal. Zürich, 1978. Dirigent Ferdinand Leitner. House of Opera CD 10848-4. (www.operapassion.com).
- Ortrud i Wagners Lohengrin. Stockholm 1989. House of Opera CD 82063. (www.operapassion.com).
- Titelrollen i Richard Strauss Salome. Stockholm 1984. House of Opera CD 10898. (www.operapassion.com).

I 2020 års katalog från det amerikanska skivbolaget Opera Depot finns 75 kompletta livespelningar med Lindholm.